# Cesare Orsenigo
Cesare Vincenzo Orsenigo (ur. 13 grudnia 1873 w Villa San Carlo (część Valgreghentino), zm. 1 kwietnia 1946 w Eichstätt) – nuncjusz apostolski w Niemczech w latach 1930–1945, w czasie powstania nazistowskich Niemiec i II wojny światowej. Wraz z niemieckim ambasadorem w Watykanie, Diego von Bergenem, a później Ernstem von Weizsäckerem, Orsenigo był bezpośrednim łącznikiem dyplomatycznym między papieżem Piusem XII i reżimem nazistowskim, spotykającym się kilka razy z Adolfem Hitlerem bezpośrednio i często z innymi wysokimi urzędnikami i dyplomatami.
Orsenigo był blisko Achille Rattiego, arcybiskupa Mediolanu i został powołany do korpusu dyplomatycznego Watykanu, gdy Ratti został wybrany na papieża Piusa XI, jako nuncjusz w Holandii (1922–1925), na Węgrzech (1925–1930) i w Niemczech (1930–1945).
Orsenigo wierzył w faszyzm włoski i miał nadzieję, że niemiecka odmiana rozwinie się w coś podobnego. Był postacią kontrowersyjną wśród swoich współczesnych i pozostaje przedmiotem krytyki historycznej za popieranie „kompromisu i pojednania” z nazistami, szczególnie w odniesieniu do Holocaustu. Pius XII był krytykowany przez kilku współczesnych i historyków za to, że nie zastąpił Orseniga jako nuncjusza. Pius XII pozostawił nuncjaturę pustą po śmierci Orseniga w latach 1946–1951, później mianował Aloisiusa Josepha Muencha na to stanowisko.

## Młodość i wykształcenie
Orsenigo urodził się w Villa San Carlo (w gminie Valgreghentino) we Włoszech. Uczęszczał do seminarium w Mediolanie i został wyświęcony w 1896 r. Został później kapłanem San Fedele w Mediolanie. W 1912 r. został członkiem kapituły katedralnej w Mediolanie. Już jako proboszcz w Mediolanie spotkał Achille Rattiego, który wkrótce został papieżem Piusem XI.

## Nuncjusz w Holandii (1922–1925)
Ratti, po wyborze na papieża w 1922 r., mianował Orseniga do rangi arcybiskupa tytularnego Ptolemais i uczynił go nuncjuszem w Holandii, z dniem 23 czerwca 1922 r. Orsenigo, w wieku 49 lat na jego powołanie, nie miał formalnego wykształcenia dyplomatycznego, ale był przyjacielem Rattiego. Ratti uchylił zastrzeżenia co do Orseniga, że brakowało mu doświadczenia, zauważając, że sam spędził dekady jako bibliotekarz, zanim został mianowany delegatem apostolskim do Polski.

## Nuncjusz na Węgry (1925–1930)
Orsenigo pozostał do nominacji na nuncjusza apostolskiego na Węgrzech latem 1925 r. w Hadze.

## Nuncjusz w Niemczech (1930–1945)

### Za Piusa XI (1930–1939)
25 kwietnia 1930 r. został nuncjuszem apostolskim w Niemczech. Stanowisko to poprzednio zajmował Eugenio Pacelli (przyszły papież Pius XII), który został mianowany kardynałem. Otrzymał list potwierdzający od prezydenta Paula von Hindenburga. Nuncjatura Orseniga znajdowała się w Berlinie, chociaż oddzielna nuncjatura istniała w Monachium ze względu na jej „szczególny status” z 1871 r.
16 lutego 1933 roku Orsenigo napisał do Pacellego, że wspieranie nowo wybranego rządu nazistowskiego byłoby „pomysłowe i niespójne”, ale obawiał się, że otwarta opozycja doprowadzi do nowego Kulturkampfu. W liście do Pacellego z 7 marca 1933 r. Orsenigo oszacował, że od 6 do 7 milionów z trzynastu milionów głosujących niemieckich katolików poparło partię nazistowską. Według George’a Schustera, Orsenigo „szczerze się cieszył” w związku z wyborem Hitlera. Już w marcu 1933 roku Orsenigo doszedł do wniosku, że kompromis i pojednanie były jedyną opcją, argumentując, że wcześniejsze potępienia nazizmu przez niemieckich biskupów dotyczyły tylko jego religijnych, a nie politycznych zasad.
Po zawarciu Reichskonkordatu w dniu 20 lipca 1933 r. Orsenigo wezwał niemieckich biskupów do poparcia reżimu nazistowskiego. Na przykład antynazistowski biskup Maximilian Kaller skarżył się, że Orsenigo (który, jak przypuszczał Kaller, przemawiał w imieniu papieża) „wsadził mi płozy”, mówiąc mu, by zadośćuczynił nazistom. Orsenigo ukarał biskupa Clemensa Augusta von Galena, który publicznie krytykował nazistowski program eutanazji, pisząc krytyczny list do Rzymu.
Pisząc 8 maja 1933 r. o wcześniejszej rozmowie z Hitlerem, Orsenigo wyraził opinię, że Hitler widział chrześcijaństwo jako niezbędne dla życia prywatnego i państwa niemieckiego i że bez współpracy nazistów Kościół niemiecki nie mógł liczyć na pokonanie liberalizmu, socjalizmu i bolszewizmu. Orsenigo doniósł, że Hitler nie zgadzał się z neo-pogańskim skrzydłem partii nazistowskiej, tak jak przedstawiały to założenia Mitu XX wieku Alfreda Rosenberga.
Po przekazaniu przez papieża Piusa XI 4 kwietnia 1933 r. „Zbadania, czy i w jaki sposób można zaangażować się” w pomoc ofiarom prześladowań nazistowskich, Orsenigo odpowiedział, że każda interwencja będzie postrzegana jako protest przeciwko prawu tego rządu i dlatego nie jest wskazana. Spośród 95 dokumentów nuncjatury berlińskiej w tajnych archiwach Watykanu w latach 1930–1938 tylko cztery zawierają odniesienia do Żydów.
W lutym 1938 udzielił sakry biskupiej Franzowi Justusowi Rarkowskiemu, katolickiemu biskupowi polowemu sił zbrojnych III Rzeszy.

### Za Piusa XII (1939–1945)
Pius XII zachował Orseniga jako nuncjusza w Niemczech; jego priorytetami (jak wyjaśnił Orsenigo) było szczególnie zachowanie Reichskonkordatu i ogólnie stosunków watykańsko-niemieckich. Według Michaela Phayera: „W Orsenigu Pius miał odpowiedniego człowieka do pracy. Pro-niemiecki, nazistowski, antysemicki faszysta, Orsenigo nie miałby problemów z przystosowaniem się do nazistowskiego reżimu w Berlinie. Ponadto Orsenigowi, który tęsknił za kapeluszem kardynała, można było ufać, że nie będzie kolidował z dobrze znanym zamiarem Piusa, by sam zajmować się Niemcami”. Na rozkaz Piusa XII Orsenigo serdecznie i publicznie gratulował Hitlerowi 20 kwietnia 1939 r., w pięćdziesiąte urodziny führera.
4 maja 1939 roku Orsenigo odwiedził Adolfa Hitlera w Obersalzbergu; stąd przewieziono go do Salzburga i zjadł obiad w Grand Hotel w Berchtesgaden, po czym przewieziono go do rezydencji Hitlera, gdzie obaj rozmawiali prywatnie przez godzinę, zanim napili się herbaty z von Ribbentropem i jego adiutantem V. Hewelem, który również napisał relację ze spotkania. W nocie z 1940 r. skierowanej do Piusa XII Orsenigo ponownie opowiedział się za pojednaniem, stwierdzając swoje obawy przed upadkiem religijności wśród niemieckich katolików, chyba że duchowieństwo zaspokoi reżim i zwolni członków Kościoła z konfliktu sumienia.
21 czerwca 1942 r. był konsekratorem w katedrze w Kolonii na inauguracji nowego arcybiskupa w Kolonii, Josepha Fringsa. W listopadzie 1943 r. ponownie spotkał się z Hitlerem w imieniu Piusa XII. Zgodnie z własnymi słowami Orseniga: „Gdy tylko poruszyłem kwestię Żydów i judaizmu, spokój spotkania zakończył się natychmiast. Hitler odwrócił się do mnie plecami, podszedł do okna i zaczął bębnić palcami po szybie [...] Mimo to je kontynuował, wyrażając nasze skargi, Hitler nagle odwrócił się, podszedł do małego stolika, z którego wziął szklankę z wodą i wściekle uderzył nią o podłogę. W obliczu takiego dyplomatycznego zachowania musiałem rozważyć zakończenie mojej misji”.
8 lutego 1945 wbrew woli papieża złożył rezygnację ze stanowiska nuncjusza w Niemczech i opuścił Berlin w obliczu sukcesu operacji wiślańsko-odrzańskiej nacierającej Armii Czerwonej, Orsenigo przeniósł się do Eichstätt w Bawarii, gdzie zmarł 1 kwietnia 1946. Został pochowany 24 kwietnia 1946 obok rodziców na cmentarzu w Olginate. Pogrzebowi przewodniczył kard. Alfred Schuster.
Nuncjatura utraciła swój oficjalny status w maju 1945 r., wraz z klęską nazistowskich Niemiec, chociaż Aliancka Rada Kontroli zezwoliła Orsenigowi na pozostanie w Eichstätt. Orsenigo zmarł w Eichstätt w dniu 1 kwietnia 1946 r. Jego adiutant, prałat Carl Colli pozostał jedynym pośrednikiem między Piusem XII a Kościołem niemieckim. Colli zmarł w styczniu 1947 r., pozostawiając swojego sekretarza prałata Bernarda Hacka w Eichstätt. Po długim bezkrólewiu, podczas którego Pius XII polegał na księdzu Igo Zieglerze z Villi Grosch w Kronbergu, następnym nuncjuszem był Aloisius Joseph Muench.

### Holocaust
Orsenigo jako nuncjusz rutynowo odmawiał interwencji w imieniu Żydów i zwykle nie przekazywał raportów rzymskich opisowych lub krytycznych wobec Holocaustu. Rzadkim wyjątkiem był plan nazistowski „przesiedlenia” Żydów poślubionych chrześcijanom, chociaż Phayer twierdzi, że jego troska dotyczyła przede wszystkim ich katolickich małżonków. Według Phayera, „gdy nuncjusz był kierowany przez Stolicę Apostolską w celu omówienia incydentów dotyczących żydowskich ofiar z nazistowskimi urzędnikami, zrobił to nieśmiało i z zakłopotaniem”.
W 1941 r. skontaktował się z Orsenigiem Kurt Gerstein, protestancki oficer SS, który osobiście był świadkiem eksterminacji Żydów i chciał powiadomić Watykan. Poinformowany o celu wizyty Gersteina Orsenigo odmówił spotkania z nim. Przesłanie Gersteina zostało ostatecznie wysłane do Watykanu przez biskupa pomocniczego Berlina, a nie przez biuro nuncjusza, gdzie informacja dotarła do „ślepego zaułka”.

### Holandia
Zarówno Kościół katolicki, jak i kościoły protestanckie w Holandii głośno protestowały przeciwko deportacji holenderskiego żydostwa, chociaż główny kościół protestancki w końcu zamilkł na podstawie nazistowskich obietnic, że takie zachowanie ocaliłoby kolejnych „Żydów” od ich deportacji. Orsenigo wysłał wiadomość do Watykanu, że protest Kościoła spowodował zakończenie holenderskich deportacji, pomimo faktu, że nastąpiło dokładnie odwrotnie, a konfiskaty, morderstwa i deportacje katolików dziedzictwa żydowskiego wzrosły.

### Polska
Ponieważ Niemcy nie pozwoliłyby Piusowi XII powołać nuncjusza do okupowanej Polski, Orsenigo pełnił tę rolę, z wszystkich intencji i celów. 1 listopada 1939 r. uprawnienia Orseniga zostały formalnie rozszerzone na Polskę. W sierpniu 1940 r. Orsenigo rzeczywiście wszczął prywatny protest z rządem niemieckim, wymieniając różne nadużycia wobec polskiego Kościoła (ale nie przeciwko narodowi polskiemu); nie miało to zauważalnego skutku. Biskup Adam Stefan Sapieha z Krakowa napisał Orsenigowi, mówiąc mu, że bezpośredni protest papieża (a nie nuncjusza) był „niezbędny”. Phayer uważa za „wątpliwe”, że Orsenigo przesłał prośbę Sapiehy do Stolicy Apostolskiej.
Wśród polskich katolików panowało powszechne przekonanie, że Orsenigo „celowo zminimalizował ich sytuację w swoich raportach do Rzymu”. Na przykład Hilarius Breitinger, administrator apostolski Warthegau, dostarczył dwie kopie listu krytycznego wobec milczenia papieża wobec Berlina w odniesieniu do sytuacji w Polsce: jeden do Orseniga i drugi do kardynała Michaela von Faulhabera, z których tylko ten zapewnił dostarczenie listu.
List Orseniga z 25 listopada 1939 r. skłoniło Piusa XII do „jednej z jego najbardziej kontrowersyjnych decyzji”. Orsenigo poinformował papieża o sytuacji w diecezji Chełmno-Pelpin: biskup Stanisław Okoniewski przebywał na wygnaniu; jego pomocnik był chory; nie było kapituły z wyjątkiem jednego kanonika; tylko 20 z 500 księży diecezji nie zostało wypędzonych, uwięzionych ani zamordowanych. Pius XII w związku z tym cofnął swoją decyzję o niezastępowaniu polskich biskupów niemieckimi (nawet tymczasowymi), mianując Carla Marię Spletta, biskupa Gdańska, administratorem apostolskim diecezji chełmińskiej. Decyzja ta została uznana za zdradę polskiego rządu na uchodźstwie, ponieważ konkordat z 1925 r. zakazywał umieszczania jakiegokolwiek terytorium Polski pod jurysdykcją biskupa spoza Polski.

### Szpiegostwo niemieckie
RSHA przeniknęła do nuncjatury berlińskiej przez niemieckiego księdza, który służył Orsenigowi jako doradca w sprawach niemieckich i wschodnich Europy. Według Alvareza i Grahama szpiegostwo to zapewniło „dostęp do postaw i intencji nuncjusza”.
Główny asystent Orseniga był w rzeczywistości tajnym członkiem partii nazistowskiej. Nie wiadomo, czy sam Orsenigo był świadomy przynależności partyjnej swojego asystenta, jednak fakt ten był z pewnością znany Robertowi Leiberowi, niemieckiemu jezuicie, który służył jako jeden z najbliższych powierników i doradców Piusa XII podczas wojny.

## Dziedzictwo
Kardynał Theodor Innitzer należał do współczesnych krytyków Orseniga. Według prof. Jose Sáncheza „głównym punktem krytyki papieża Piusa XII jest jego niechęć do zastąpienia Cesare Orseniga innym nuncjuszem w Berlinie”. Watykan otrzymał wiele współczesnych skarg na Orseniga jako nuncjusza; na przykład kardynał Theodor Innitzer, arcybiskup Wiednia, napisał do kardynała sekretarza stanu Luigiego Maglionego w 1939 r., stwierdzając, że Orsenigo jest zbyt nieśmiały i nieskuteczny. Niemiecki episkopat był podzielony wobec Orseniga; biskup Konrad von Preysing napisał list do Watykanu w 1937 r., nazywając Orseniga zbyt sympatycznym dla nazistów, lecz kardynał Adolf Bertram, przewodniczący Niemieckiej Konferencji Episkopatu, napisał list pochwalny zalecający, aby Orsenigo mógł zostać. Von Preysing miał historię korespondencji z Orsenigiem, ale był sfrustrowany otrzymaniem następującej odpowiedzi: „miłość jest dobra, ale największą miłością jest niestwarzanie problemów Kościołowi”.
Owen Chadwick twierdził, że „papież wiedział, jak słaby wobec nazistów był [Orsenigo]”. Phayer i Morley krytykują Piusa XII za pozostawienie Orseniga w jednej z jego najważniejszych nuncjatur. Jednak Pierre Blet twierdzi, że gdyby Orsenigo został zastąpiony, nowy nuncjusz mógł nie zostać zaakceptowany przez nazistów, a Watykan straciłby łączność z Kościołem niemieckim.
Susan Zuccotti twierdzi, że Orsenigo „nigdy nie był znany ze swojej wyobraźni ani śmiałości”. Chadwick stwierdza, że „Orsenigo nie widział nic innego, jak tylko wyłonić się z naruszenia między Kościołem a państwem nazistowskim. Jako Włoch wierzył w państwo faszystowskie. Jego pomysły na to, co powinno się stać w Niemczech, powstały na podstawie tego, co się stało we Włoszech”. Chadwick przypisuje Orsenigowi utworzenie kapelana generalnego dla armii niemieckiej, rozpowszechnianie listów pasterskich od niemieckich biskupów na tematy nazistowskie, takie jak masowa prokreacja.